# Pistolet modèle 1786
Pistolet modèle 1786, также Pistolet modèle 1786 de Marine, или Pistolet de bord 1786 ((морской) пистолет образца 1786-го года) — французский морской кремнёвый пистолет эпохи Наполеоновских войн.

## История
В 1784 году инспектором вооружений армии и флота стал генерал-лейтенант Грибоваль. Разработанный под его руководством новый пистолет образца 1786 года, пришёл на смену предыдущему «Modèle 1779». Он использовался на флоте вплоть до появления капсюльных образцов.
Многим типам оружия дореволюционной разработки суждено было прослужить куда дольше, чем предполагалось; так, например, кавалерийский «Modèle 1763/66», сменил более современный, но оказавшийся не вполне удовлетворительным в эксплуатации «Modèle 1777», и применялся, по крайней мере, до 1820-х годов.
Немало нареканий вызывал и позднейший «An IX», поэтому флот, в основном, продолжал использовать морской пистолет обр. 1786 года.
Некоторые его конструктивные решения, доказавшие свою надёжность (в частности, детали крепления ствола и боковая скоба) использовались при разработке созданного в 1806 году и поступившего на вооружение армии и флота пистолета «An XIII»

## Варианты
Пистолет выпускался с 1786/7 по 1806 год, известны по крайней мере три основных варианта исполнения. 
- Первый тип: кремнёвый замок образца 1770 года (замочная пластина сзади завершается "шариком"), полка из железа, ствол с небольшим раструбом). Клеймо королевской мануфактуры в Тюле. Выпущено лишь около 1500 экземпляров, отчего ныне встречается крайне редко.
- Второй тип: в 1790-92 гг выпускался с латунной полкой, крепление «капуцина» (наконечника цевья) изменено с пружинного (как у предыдущего обр.1763) на винтовое; этот же винт проходит через переднее отверстие замочной личины. Такой тип крепления сохранится вплоть до переходных моделей 1816/22. На 1-м и 2-м типе устанавливалась широкая составная предохранительная скоба, сходная с аналогичной деталью у обр.1763.

Дефицит латуни в 1792-94 гг. вынудил использовать для изготовления металлической фурнитуры медь; поэтому в коллекциях встречается оружие с заметно более красным оттенком этих частей. Пистолетов с подобной деталировкой было выпущено около 10500 экземпляров. Длина 41 см
- Третий тип: увеличен угол наклона ложа, ликвидирован раструб ствола, иная предохранительная скоба с креплением по типу будущего «An XIII». Известны пистолеты с клеймами оружейной мануфактуры Сент-Этьена, а не Тюля, возможно выпущенные для порта Тулон.
- Существовали также образцы этого пистолета (иногда относимые к четвёртому типу), выпускавшиеся в Сент-Этьене примерно в 1802-1805 годах, конструктивно весьма близкие к An XIII, отличающиеся уменьшенным до 20 см стволом и укороченной предохранительной скобой, а также замочной пластиной по образцу An IX.
- Кроме того, имеются упоминания о выпуске образцов переходных конструкций в Льеже (братьями Малерб, после 1804 года) и в Эссене; количество выпущенного оружия неизвестно.